# クラウス・ヴォーヴェライト
クラウス･ヴォーヴェライト（ドイツ語: Klaus Wowereit、 1953年10月1日 - ）は、ドイツの政治家。ドイツ社会民主党 (SPD) 所属。前ベルリン市長（在任：2001年 - 2014年）。 ハンサムな容姿、品のある着こなし、親しみやすい人柄から、ドイツで最も人気のある政治家の一人であった。その一方で、芸能人との派手な交遊から「パーティー市長」と揶揄されたこともある。

## 来歴

### 生い立ち
西ベルリン生まれ。1973年にウルリッヒ･フォン･フッテン高校を卒業、ベルリン自由大学で法律を学ぶ。高校時代から SPD に入党し、大学では社会主義青年団 (Juso) で活動していた。1979年、第一次国家司法試験に合格し、試補（研修勤務中にある上級公務員候補）となる。1981年、第二次司法試験に合格し、ベルリン市政府職員となる。ベルリン市内務省参事官を経て、1984年にベルリン・テンペルホフ地区議員に選出され、政治家としてのキャリアをスタートさせる。1995年よりベルリン市議会 SPD 議員団代表代行を務め、1999年よりベルリン市議会 SPD 議員団代表となる。

### ベルリン市長
2001年、スキャンダルによるエーベルハルト・ディープゲン市長の不信任決議ののち、6月16日にベルリン市議会での議決でSPD、同盟90/緑の党、民主社会党 (PDS) の支持を得て、ベルリン市長に選出された。同年10月に前倒し実施されたベルリン市議会選挙で SPD は史上初めて第一党となり、政権基盤を固めた。連邦州首長の持ち回り順により、2001年11月1日より2002年10月31日までドイツ連邦参議院議長を務める。危機的な財政状況に対して緊縮財政、特に市職員の人員削減を行った。これによりベルリン市職員の労働時間は増加した。
非常に人気のある政治家であり、ベルリン市民からの評価も高い。2006年6月に実施されたベルリナー･ツァイトゥング紙の世論調査（ベルリン市民が対象）でも非常に高い評価を得ている。同年9月の市議会選挙で勝利し、3期目に入った。今後は連邦の政治に関与する機会を増やすと表明している。2011年9月18日のベルリン市議会選挙ではSPDは第一党を維持したが、ヴォーヴェライト自身は自身の選挙区でCDUの候補に敗れ、市議会の議席を失った。選挙後の連立交渉の結果、SPDとCDUの大連立政権が成立し、ヴォーヴェライトは引き続きベルリン市長を務めていた。
2014年には、ベルリン新空港の開港遅れをめぐって批判が高まっていたことなどを受けて辞任。ベルリン市議会は、後任に社会民主党のミヒャエル・ミュラー氏を新市長として選出した。現在は、ベルリンのシュプレー・ラディオでプレゼンターを務めている。
- ベルリン近郊のツォッセンにて（1991年11月10日）
- ウィーン市長のミヒャエル・ホイプルらと（2012年10月15日）
- 左からヴォーヴェライト、ラインラント＝プファルツ州首相のマル・ドライヤー、連邦議会議員のマルクス・ヘルト（2013年8月12日）

## 人物
1993年以降、パートナーである神経外科医の男性と共に暮らしている。2001年、ベルリン市長選挙に臨む前の党大会において、「私はゲイですが、それもまた良いことです（Ich bin schwul – und das ist auch gut so!）」と同性愛者であることをカミングアウトし、大いに注目を集めた。「… und das ist auch gut so!」というフレーズは流行語ともなった。「ドイツにゲイの首相が誕生する機は熟している」と発言したが、2007年9月の世論調査では79％の国民がゲイの首相誕生を容認しており、ヴォーヴェライトの発言を裏付けた。
市長就任以来マスコミ露出が多く、「ヴォヴィ」という愛称を付けられており、テレビの娯楽番組のほか、本人役（ベルリン市長役）でテレビドラマや映画にも出演している。2006年の市議会選挙の際は数多くの芸能人の応援を受けた。